# Phytomyza nigrella
Phytomyza nigrella är en tvåvingeart som beskrevs av Friedrich Georg Hendel 1935. Phytomyza nigrella ingår i släktet Phytomyza och familjen minerarflugor.
Artens utbredningsområde är Italien. Inga underarter finns listade i Catalogue of Life.